# Alena V. Ledeneva
Alena Valierievna Ledeneva (in russo Алёна Валерьевна Леденёва?, Aliona Valier'ievna Liedieniova; 1964) è una sociologa e docente russa con cittadinanza britannica, professoressa di Politica e Società presso la School of Slavonic and East European Studies (SSEES), University College of London (UCL).
È nota per i suoi studi sul blat, corruzione e pratiche informali in Russia.

## Carriera
Ledeneva ha studiato economia all’Università di Stato di Novosibirsk (1986) e  teoria politica e sociale all’Università di Cambridge (Newnham College, M.Phil.1992; Ph.D.1996). Ha svolto attività di ricerca presso il New Hall College, Cambridge (1996–1999) e il Davis Center dell’Università di Harvard (2005), ed è stata Simon Professor presso l’Università di Manchester (2006) e professore ospite a Science Po, Parigi (2010) e all’Istituto di Studi Avanzati, Parigi (2013-2014). È membro del Valdai Discussion Club. Al momento, Ledeneva guida un team con base a UCL in un progetto di ricerca su larga scala finanziato dal Seventh Framework Programme della Commissione Europea, Anticorruption Policies Revisited: Global Trends and European Responses to the Challenge of Corruption (ANTICORRP) (Politiche Anti-corruzione Rivisitate: Trend Globali e Risposte Europee alla Sfida della Corruzione).

## Ricerca
La ‘scoperta’ delle pratiche informali da parte di Ledeneva è cominciata con una ricerca sul blat, l’uso di contatti personali per ‘sistemare le proprie faccende’ in Russia (Ledeneva 1998). Tale lavoro ha contribuito a risolvere un doppio enigma nella storia dei regimi autoritari: come la gente sopravvivesse in un contesto economico di penuria e come il regime sopravvivesse in presenza di tali costrizioni. Ma questo studio ha anche aperto una via per esplorare la natura dei regimi politici ed economici da una nuova prospettiva, la prospettiva delle pratiche informali. Le pratiche informali sono diventate un importante indicatore per valutare modelli di governance. 
In ‘How Russia Really Works’ (‘Come Funziona Davvero la Russia’) (2006) Ledeneva ha identificato le pratiche informali che hanno sostituito il blat nel funzionamento delle istituzioni politiche ed economiche degli anni ’90 (per esempio, kompromat). Il libro è stato tradotto in cinese e coreano. 
Sostenendo che tali pratiche costituiscono importanti indicatori per valutare modelli di governo, il terzo volume della trilogia, ‘Can Russia Modernise: Putin's System, Power Networks and Informal Governance’ (‘La Russia Può Modernizzarsi? Il Sistema di Putin, Networks di Potere e Governance Informale’ (2013), si focalizza sul ruolo delle reti clientelari nella governance informale, una questione emergente a livello sopranazionale, e sulle richieste che i sistemi di governance basati su tali reti hanno nei confronti delle leaderships politiche. 
Questi monografici (Cambridge 1998; Cornell 2006; Cambridge 2013) formano una trilogia sulla Russia che esplora il funzionamento dei networks informali in epoca sovietica (networks di base), nella transizione post-sovietica degli anni ’90  (networks professionali) e nella Russia contemporanea (networks di potere). 
Lo studio interdisciplinare dell’informalità è stato rilevante per studiare capitale sociale, consumo, mercati del lavoro, business e imprenditorialità, rapporti di fiducia, mobilità e migrazione, penuria di risorse, baratto, strategie di sopravvivenza, valute di scambio alternative, economia sommersa, economie di ridistribuzione e di rimessa e democrazia (come dimostrato nell’indice di citazione). Tutti questi sviluppi indicano tentativi di reintegrare dimensioni sociali in studi della politica ed dell’economia, con implicazioni a livello di policy.  
Nel 2018 Ledeneva ha pubblicato la Global Encyclopaedia of Informality (Enciclopedia Globale dell’Informalità, UCL Press 2018), un ambizioso lavoro in due volumi contenente contributi di oltre 200 autori sul tema dell’informalità. Le copie elettroniche di entrambi i volumi possono essere scaricate gratis.

## Arte
La prima mostra personale - “The System Made Me Do It” - si è tenuta nel 2024.